# Landstingsvalget i Grønland 2014
Landstingsvalget i Grønland 2014 var Grønlands 12. landstingsvalg og blev afviklet den 28. november 2014.
Ved valget formåede det siddende regeringsparti Siumut at beholde sit flertal, men mistede omkring 10 % af sine stemmer og fik således kun 326 stemmer flere end Inuit Ataqatigiit (IA). Siumut opnåede 10.102 stemmer og IA opnåede 9.776, hvilket svarer til henholdsvis 34,6 % og 33,5 % af de afgivne stemmer. Begge partier opnåede derved 11 mandater i Grønlands Landsting. 
Sara Olsvig fra IA modtog flest personlige stemmer ved valget med i alt 5.825. Partii Inuit mistede sine pladser i Landstinget, mens partiet Demokraterne fordoblede sin repræsentation fra to til fire mandater. Hans Enoksens nye parti Partii Naleraq fik tre pladser i Landstinget.
Den 4. december 2014 blev Grønlands nye regering dannet med en koalition mellem Siumut (11 medlemmer), Demokraterne (4 medlemmer) og Atassut (2 medlemmer) med Kim Kielsen som landsstyreformand.

## Baggrund
Selvom valget blev afholdt halvandet år efter det seneste valg til det grønlandske parlament, havde en række sager mod regeringschefen Aleqa Hammond (S), hvor blandt andet et overforbrug af offentlig midler var blevet afdækket, fået flertallet bag regeringen til at falde, da partiet Atassut trak sig fra regeringen den 1. oktober 2014. Dagen før havde Hammond søgt, og fået, orlov, mens hendes sag blev behandlet. Sidst på aftenen den 1. oktober valgte regeringen at udskrive valg før tid.

## Resultater
| Parti                               | Stemmer | %    | Mandater | +/–       |
| ----------------------------------- | ------- | ---- | -------- | --------- |
| Siumut                              | 10.102  | 34,3 | 11       | –3        |
| Inuit Ataqatigiit                   | 9.776   | 33,2 | 11       | ±0        |
| Demokraatit                         | 3.468   | 11,8 | 4        | +2        |
| Partii Naleraq                      | 3.423   | 11,6 | 3        | Nyt parti |
| Atassut                             | 1.919   | 6,5  | 2        | ±0        |
| Partii Inuit                        | 477     | 1,6  | 0        | –2        |
| Uafhængige                          | 22      | 0,1  |          |           |
| Ugyldige/blanke stemmer             | 288     | –    | –        | –         |
| I alt                               | 29.187  | 100  | 31       | 0         |
| Registrerede vælgere/valgdeltagelse | 40.382  | 72,8 | –        | –         |
| Kilde: Valg                         |         |      |          |           |

### Flest personlige stemmer
1. Sara Olsvig, IA, (5.825 stemmer)[5][6]
2. Kim Kielsen, Siumut (4.604 stemmer)
3. Hans Enoksen, Partii Naleraq (2425 stemmer)
4. Nivi Olsen, Demokraterne (1.428 stemmer)
5. Andreas Rene Uldum. Demokraterne (1.003 stemmer)
6. Aqqaluaq B. Egede, IA (996 stemmer)
7. Naaja H. Nathanielsen, IA (470 stemmer)
8. Karl-Kristian Kruse, Siumut (341 stemmer)
9. Knud Kristiansen, Atassut (311 stemmer)
10. Mala Høy Kuko, Atassut (303 stemmer)

## Eksterne links
- Officielt resultat